# Armando Da Roit
Armando Da Roit (La Valle Agordina, 12 novembre 1919 – 27 giugno 1998) è stato un politico e alpinista italiano.

## Biografia
Subentrò al Senato nell'VIII legislatura in sostituzione di Augusto Talamona, deceduto nel 1980.